# Белишка река (приток на Юговска река)
Белишка река е река в Южна България – Област Пловдив, община Лъки, десен приток на Юговска река. Дължината ѝ е 20 km. Отводнява северозападните склонове на Преспанския дял на Западните Родопи.
Белишка река извира на 1730 m н.в., от северното подножие на връх Крива чука, в Преспански дял на Западните Родопи. Тече в посока север-северозапад в тясна, дълбока и много красива долина. Между село Белица и устието си образува къс каньон със скален мост. Влива се отдясно в Юговска река на 645 m н.в., на 1,2 km североизточно от град Лъки.
Площта на басейна ѝ е 74 km2, което представлява 22,3% от водосборния басейн на Юговска река.
Основни притоци: → ляв приток, ← десен приток
- → Дермендере
- ← Солакдере
- → Караташ дере
- ← Скелдере
- → Амъзовско дере

Реката е с дъждовно-снежно подхранване, като максимумът е през май, а минимумът – август.
Единственото селище по течението на реката е село Белица.
Поради факта, че през тоталитарния период долината на реката нагоре от село Белица е била забранена зона, не само за външни хора, но и за местното население природата по долината и басейна на реката е девствена и една от най-чистите в България. Басейна на реката попада в ловно стопанство „Кормисош".
Водите на реката се използват за електродобив (малка ВЕЦ в устието ѝ).

## Топографска карта
- Лист от карта K-35-74. Мащаб: 1 : 100 000.